# Wągrowiec-Południe (gmina)
Wągrowiec-Południe (od 1973 Wągrowiec) – dawna gmina wiejska istniejąca w latach 1934–1954 w woj. poznańskim (dzisiejsze woj. wielkopolskie). Siedzibą władz gminy był Wągrowiec, który jednak nie wchodził w jej skład (gmina miejska).
Gmina zbiorowa Wągrowiec-Południe została utworzona 1 sierpnia 1934 roku w powiecie wągrowieckim w woj. poznańskim z dotychczasowych jednostkowych gmin wiejskich: Brzezinko, Brzeźno Nowe, Czekanowo, Długawieś, Jakubowo nad Wełną, Jankowo, Józefowo nad Rudką, Łaziska, Łęgowo, Marlewo, Mikołajewo, Ochodza, Pokrzywnica, Potuły, Pruśce, Przysieczyn, Przysieka, Rudnicze, Rudniczyn, Runowo, Runowskie, Runówko, Sarbka, Sienno, Wiatrowiec, Wiatrowo, Wojciechowo i Żelice (oraz z obszarów dworskich położonych na tych terenach lecz nie wchodzących w skład gmin). 
Po wojnie gmina zachowała przynależność administracyjną. Według stanu z dnia 1 lipca 1952 roku gmina składała się z 18 gromad: Brzeźno Nowe, Długawieś, Łaziska, Łęgowo, Ochodza, Potulice, Pruśce, Przysieczyn, Przysieka, Rudnicze, Runowo, Sarbka, Sienno, Sierniki, Wiatrowiec, Wiatrowo, Wojciechowo i Żelice.
Gmina została zniesiona 29 września 1954 roku wraz z reformą wprowadzającą gromady w miejsce gmin. Jednostki nie przywrócono 1 stycznia 1973 roku po reaktywowaniu gmin, powstała jednak gmina Wągrowiec – obejmująca obszary dawnej gminy Wągrowiec-Południe – i gmina Łekno – obejmująca obszary dawnej gminy Wągrowiec-Północ (zniesiona w 1976 roku a jej obszar przyłączony do gminy Wągrowiec i częściowo Damasławek).